# Garocentre Terminal La Louvière
Garocentre Terminal La Louvière is een goederenoverslagplaats en distributiecentrum in La Louvière, gelegen in de industriële streek "Centre".
De terminal is zowel verbonden met het spoor, de waterwegen (Centrumkanaal, Kanaal Charleroi-Brussel) als het snelwegennet (via de A501 is er verbinding met de grote snelwegen A15 en A7).
Deze terminal kwam tot stand door de samenwerking van de "Port Autonome du Centre et de l'Ouest" (PACO) en de spoorwegen (NMBS), met de steun van het Waalse Marshallplan en Europa (FEDER). Het werd gerealiseerd op de terreinen van de Usines Boël.
Om toe te laten dat twee binnenvaartschepen achter elkaar kunnen aanmeren, werd de aanwezige kaaimuur van 200 m met 65 m verlengd. Tevens werd een aansluiting voorzien met de spoorlijn 116. Naast de kaaien is er een opstelplaats voor vier rijen van goederentreinen.
Per jaar kan de trimodale overslagplaats minstens 60.000 ton en 15.000 containers overslaan tussen vrachtwagens, treinen en schepen die allen een directe toegang hebben.